# Cedicoides simoni
Espèce
Synonymes
- Cedicus simoni Simon, 1889

Cedicoides simoni est une espèce d'araignées aranéomorphes de la famille des Desidae.

## Distribution
Cette espèce est endémique d'Ouzbékistan.

## Description
La carapace du mâle syntype mesure 2,6 mm et la carapace de la femelle syntype 2,5 mm et l'abdomen 3,1 mm.

## Systématique et taxinomie
Cette espèce a été décrite sous le protonyme Cedicus simoni par Charitonov en 1946. Elle est placée dans le genre Cedicoides par Marusik et Guseinov en 2003.

## Étymologie
Cette espèce est nommée en l'honneur d'Eugène Simon.

## Publication originale
- Charitonov, 1946 : « New forms of spiders of the USSR. » Izvestija. Estestvenno-Nauchnogo Obshestva pri Molotovskom Universitete, vol. 12, p. 19-32.